# Domingo González (Radsportler)
Domingo González Ramírez (* 30. Januar 1970) ist ein ehemaliger mexikanischer Radrennfahrer.
Domingo González wurde 2001 Dritter beim Einzelzeitfahren der mexikanischen Straßenmeisterschaft. 2002 gewann er das Einzelzeitfahren bei den Zentralamerika- und Karibikspielen und belegte im Straßenrennen Platz drei. Im selben Jahr gewann er jeweils eine Etappe bei der Vuelta a Guatemala und bei der Vuelta a Venezuela. 2003 gewann er ein Teilstück der Vuelta a las Americas und er wurde erneut Dritter der nationalen Zeitfahrmeisterschaft. Bei der Panamerikanischen Meisterschaft 2004 gewann González die Bronzemedaille im Zeitfahren. 2005 wurde er nationaler Meister im Straßenrennen. In der Saison 2006 fuhr González für das mexikanische UCI Continental Team Tecos de la Universidad Autónoma de Guadalajara, wo er ein Teilstück der Vuelta al Estado de Oaxaca für sich entschied. 2007 gewann er eine Etappe bei der Vuelta a Tamaulipas und wurde dort auch Zweiter der Gesamtwertung. 2011 beendete er seine Radsportlaufbahn.

## Erfolge (Auswahl)
2002
- Zentralamerika- und Karibikspiele – Einzelzeitfahren
- eine Etappe Vuelta a Guatemala
- eine Etappe Vuelta a Venezuela

2004
- Panamerikanische Meisterschaften – Einzelzeitfahren

2005
- Mexikanischer Meister im Straßenrennen

2007
- eine Etappe und Gesamtwertung Vuelta a Tamaulipas

## Teams
- 2006 Tecos de la Universidad Autónoma de Guadalajara